# Challenge Ameryk w Curlingu 2017
Challenge Ameryk w Curlingu 2017 – turniej, który odbył się w dniach 27–29 stycznia 2017 w amerykańskim Duluth.
Był to czwarty challenge Ameryk w curlingu. Po raz pierwszy rywalizowały w nim kobiety.

## System rozgrywek
Obie reprezentacje rozegrały ze sobą trzy mecze.

## Kobiety

### Reprezentacje
| Państwo           | Czwarta         | Trzecia             | Druga             | Otwierająca    | Rezerwowa        |
| ----------------- | --------------- | ------------------- | ----------------- | -------------- | ---------------- |
| Brazylia          | Aline Goncalves | Isis Oliveira Souza | Alessandra Barros | Anne Shibuya   | Luciana Barrella |
| Stany Zjednoczone | Nina Roth       | Tabitha Peterson    | Aileen Geving     | Becca Hamilton | Cory Christensen |

pogrubieniem oznaczono skipów.

### Wyniki
Stany Zjednoczone -  Brazylia 16:2

 Stany Zjednoczone -  Brazylia 12:2

 Stany Zjednoczone -  Brazylia 8:7

### Klasyfikacja końcowa
|  | Kwalifikacja na Mistrzostwa Świata Kobiet 2017 |

|   | Państwo           | Skip            |
| - | ----------------- | --------------- |
| 1 | Stany Zjednoczone | Nina Roth       |
| 2 | Brazylia          | Aline Goncalves |

## Mężczyźni

### Reprezentacje
| Państwo           | Czwarty                 | Trzeci           | Drugi            | Otwierający      | Rezerwowy            |
| ----------------- | ----------------------- | ---------------- | ---------------- | ---------------- | -------------------- |
| Brazylia          | Marcelo Cabral de Mello | Marcio Cerquinho | Scott McMullan   | Filipe Nunes     | Sergio Mitsuo Vilela |
| Stany Zjednoczone | John Shuster            | Tyler George     | Matthew Hamilton | John Landsteiner | Joseph Polo          |

pogrubieniem oznaczono skipów.

### Wyniki
Stany Zjednoczone -  Brazylia 8:6

 Stany Zjednoczone -  Brazylia 9:4

 Stany Zjednoczone -  Brazylia 9:3

### Klasyfikacja końcowa
|  | Kwalifikacja na Mistrzostwa Świata Mężczyzn 2017 |

|   | Państwo           | Skip                    |
| - | ----------------- | ----------------------- |
| 1 | Stany Zjednoczone | John Shuster            |
| 2 | Brazylia          | Marcelo Cabral de Mello |